# Oscar Eckenstein
Oscar Eckenstein (né le 9 septembre 1858 à Canonbury et mort le 8 avril 1921 à Oving dans le Buckinghamshire) est un grimpeur et alpiniste anglais.
Il était le fils d'un socialiste allemand ayant quitté Bonn en 1848 pour raisons politiques et émigré en Angleterre, où il se maria. Lui-même fut un membre engagé du National Liberal Club, et une de ses sœurs, Lina, médiéviste reconnue, fut une militante féministe,. Il suivit des études d'ingénieur à l'University College School de Londres et à Bonn. Il fut employé par l'International Railway Congress Association (Association internationale du congrès des chemins de fer).
Il grimpa notamment en Angleterre dans le Lake District avec les frères George et Ashley Abraham (en), et au Pays de Galles avec Geoffrey Winthrop Young et J. M. Archer Thomson.
Il fit de nombreuses ascensions dans les Alpes, dont la première ascension du Stecknadelhorn dans les Alpes valaisannes le 8 août 1887 avec le guide Matthias Zurbriggen et la première du mont Brouillard dans le massif du Mont-Blanc le 10 juillet 1906 avec Karl Blodig et le guide Alexis Brocherel. Il grimpa également avec Paul Preuss.
Dans le domaine de l'escalade glaciaire il est l'inventeur en 1908 des crampons modernes, à dix pointes, permettant de progresser pied à plat sans tailler de marche, et l'inventeur et le promoteur d'un piolet court utilisable à une main. Il est aussi l'un des premiers promoteurs de l'escalade de blocs.
En 1892 il participa à l'expédition de William Martin Conway dans le Karakoram, expérience sur laquelle il publia un récit. En 1902 il retourne dans le Karakoram pour une ascension du K2, notamment accompagné d'Aleister Crowley et de Jules Jacot-Guillarmod. Eckenstein a fait la connaissance de l'occultiste Aleister Crowley quelques années plus tôt et est devenu son ami bien qu'il ne partageât pas le goût de ce dernier pour la magie.

## Publication
- (en) Oscar Eckenstein, The Karakorams and Kashmir: an account of a journey, T. Fisher Unwin, 1896 lire en ligne